# Karl Jäger

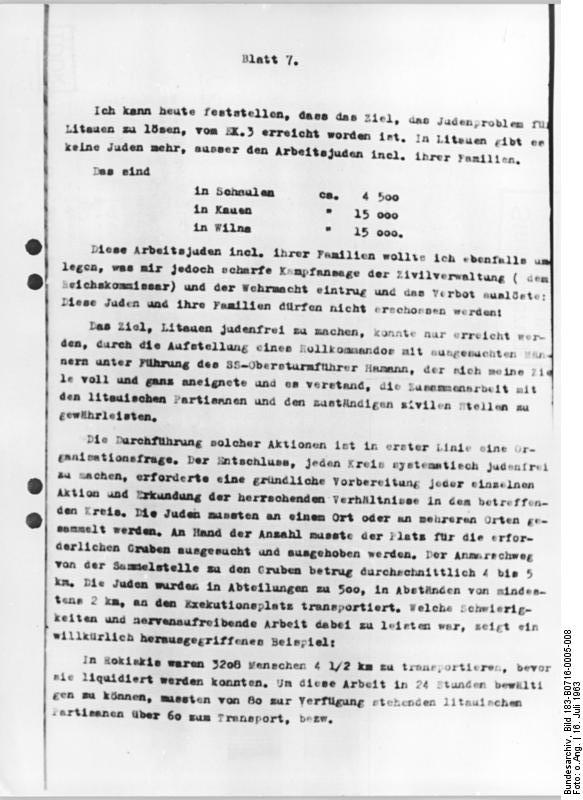
Bladzijde 7 van het Jäger-Bericht, waaruit de hiernaast aangehaalde passage afkomstig is.

Karl Jäger (Schaffhausen), 20 september 1888 - Hohenasperg, 22 juni 1959) was een Duits SS-officier in de Tweede Wereldoorlog. Hij was onder andere verantwoordelijk voor het ombrengen van grote aantallen Joden in Litouwen in 1941.

## Jeugd
Jäger werd geboren in het Zwitserse Schaffhausen. Op driejarige leeftijd verhuisde hij naar Waldkirch im Breisgau, waar zijn vader een baan kreeg als muziekleraar en stadsdirigent. Hij nam deel aan de Eerste Wereldoorlog, waarin hij meermaals werd onderscheiden.

## Vroege leven
In 1923 richtte hij de Ortsgruppe Waldkirch-Breisgau van de NSDAP op (partijlid nummer 30 988). Vanwege zijn vroege lidmaatschap werd hij na de Machtergreifung in 1933 gerekend tot de "alter Kämpfer" (oude strijders). Naar eigen zeggen kreeg hij daarom de bijnaam "Waldkircher Hitler". Jäger had een opleiding tot orchestrionbouwer gehad en was werkzaam bij Orchestrionfabrik Weber in Waldkirch. Toen de fabriek als gevolg van de crisis van de jaren 30 in 1931 failliet ging werd hij werkloos. Naar eigen zeggen weigerde hij een door de door hem verachte Weimarrepubliek verstrekte uitkering. Gedurende zijn werkloze periode soupeerde hij zijn gehele bezit op. Tevens scheidde hij van zijn vrouw Emma. De officiële scheiding werd echter pas in 1940 geregistreerd.

## Tweede Wereldoorlog
In 1932 werd hij opgenomen in de SS (SS-Nr. 62 823). Hier maakte hij snel carrière. Op 1 mei 1938 werd hij benoemd tot officier aan het hoofdkwartier van de Sicherheitsdienst en in 1939 werd hij leider van SD-Abschnitt Münster.
Na een kortstondig verblijf in het bezette Nederland werd Jäger in juni 1941 benoemd tot leider van Einsatzkommando 3, een onderdeel van Einsatzgruppe A. Hij vertrok hiertoe naar Litouwen, om te gaan opereren achter de linies tijdens Operatie Barbarossa. Vanaf 23 september 1941 was hij commandant van de Sicherheitspolizei und SD voor het Generalkommissariat Litouwen met hoofdkwartier in Kaunas. Zijn kantoor bestond, met inbegrip van de tolken, uit 141 personen en werd ondersteund door de Litouwse Hilfspolizei.

### Jäger-Bericht
Karl Jäger werd met name bekend door het zogenaamde "Jäger-Bericht" van 1 december 1941. Hierin somde hij in detail het aantal gedode Joden, Roma en verstandelijk gehandicapten per plaats en per dag op. Met de totaalsom van 137.346 begint hij zijn conclusie als volgt:
| Duits | Nederlands |
| --- | --- |
| Ich kann heute feststellen, dass das Ziel, das Judenproblem für Litauen zu lösen, vom EK. 3 erreicht worden ist. In Litauen gibt es keine Juden mehr, ausser den Arbeitsjuden incl. ihrer Familien. Das sind in Schaulen ca. 4 500 in Kauen ....." 15 000 in Wilna........" 15 000. Diese Arbeitsjuden incl. ihrer Familien wollte ich ebenfalls umlegen, was mir jedoch scharfe Kampfansage der Zivilverwaltung (dem Reichskommissar) und der Wehrmacht eintrug und das Verbot auslöste: Diese Juden und ihre Familien dürfen nicht erschossen werden! Das Ziel, Litauen judenfrei zu machen, konnte nur erreicht werden durch die Aufstellung eines Rollkommandos mit ausgesuchten Männern unter der Führung des SS-Obersturmführers Hamann, der sich meine Ziele voll und ganz aneignete und es verstand, die Zusammenarbeit mit den litauischen Partisanen und den zuständigen zivilen Stellen zu gewährleisten. ... | Ik kan vandaag verklaren dat het het doel, om het Jodenprobleem voor Litouwen op te lossen, door EK. 3 is behaald. Er zijn geen Joden meer in Litouwen, met uitzondering van de arbeidsjoden en hun familie. Dat zijn in Šiauliai ca. 4 500 in Kaunas ..." 15 000 in Vilnius...." 15 000. Deze arbeidsjoden en hun familie wilde ik ook omleggen, maar hierop kreeg ik scherpe kritiek van het openbaar bestuur (de Reichskommissar) en de Wehrmacht, wat leidde tot het verbod: deze Joden en hun familie mogen niet doodgeschoten worden! Het doel Litouwen Jodenvrij te maken kon alleen worden bereikt door de oprichting van een Rollkommando met uitgelezen mannen onder leiding van SS-Obersturmführers Hamann, die zich mijn doelen volledig en geheel eigen maakte en de samenwerking met de Litouwse partizanen en de bevoegde civiele autoriteiten wist te garanderen. ... |

### Onderscheidingen
Zijn inzet voor de SS en de doelen van het nationaalsocialisme, waaronder de massamoord op de Joden, werd met lof door zijn meerderen ontvangen en hij werd meerdere malen onderscheiden. Heinrich Himmler onderscheidde hem met de SS-Ehrenring en later ook met de Ehrendegen des Reichsführers-SS. Adolf Hitler verleende hem het Kruis voor Oorlogsverdienste, 1e Klasse  en 2e Klasse met Zwaarden.

## Verdere leven
Vanaf 1944 was Jäger nog commissaris van politie van Reichenberg in Sudetenland.
Na de oorlog was Jäger zonder schuilnaam werkzaam als landarbeider in Wiesenbach bij Heidelberg. Later woonde hij in Neckargemünd. Vanaf 1948 waren de Amerikaanse opsporingsdiensten naar hem op zoek wegens moord, maar pas in april 1959 kon hij worden geïdentificeerd en gearresteerd. Hij is nooit berecht, omdat hij zichzelf op 22 juni van hetzelfde jaar verhing in de gevangenis van Hohenasperg.